# Ford Duratec

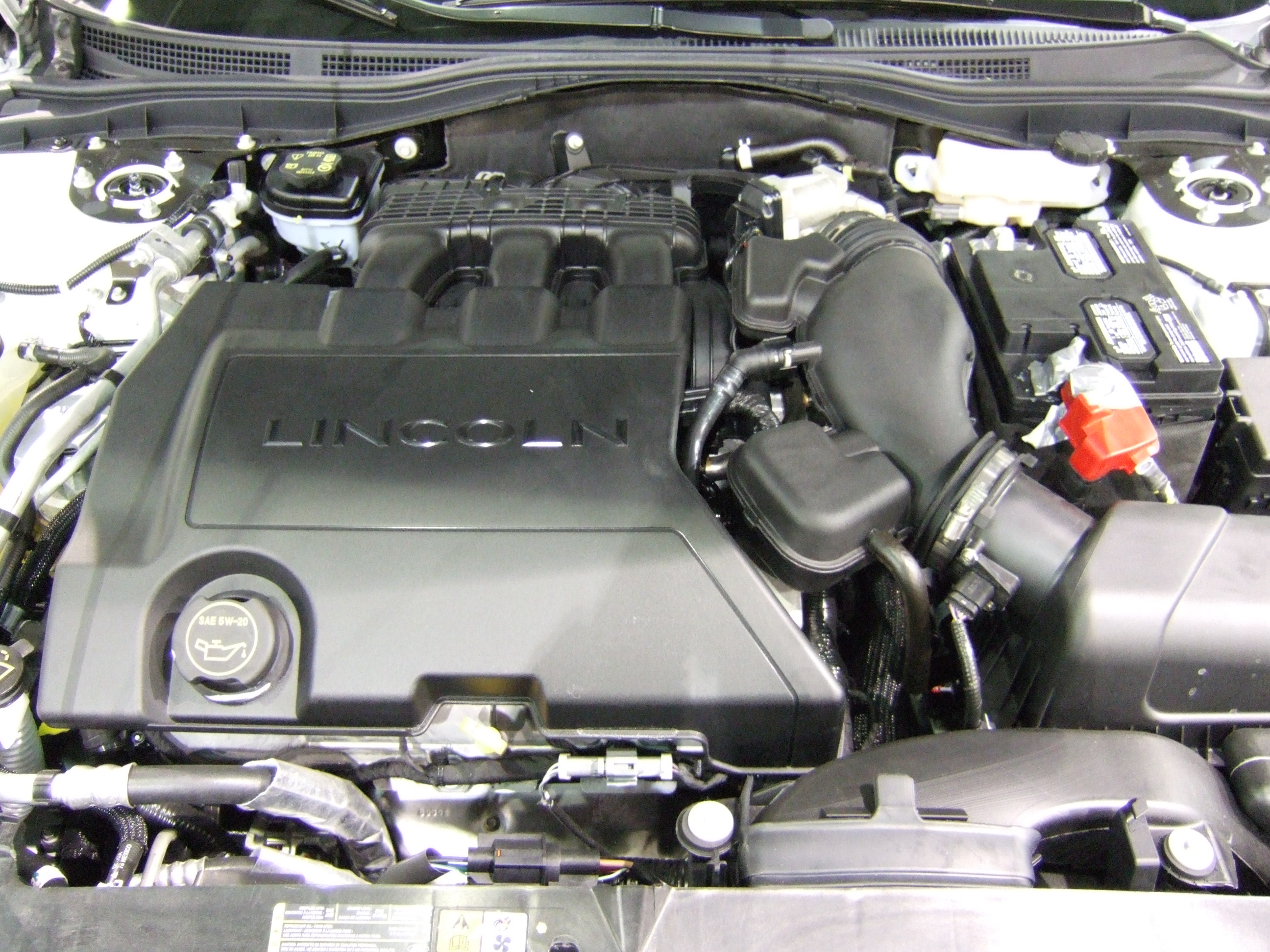
Ford Duratec від Lincoln MKZ

Duratec — це назва різних чотиритактних бензинових двигунів від виробника автомобілів Ford. Спочатку це були лише двигуни V6, які були представлені в 1994 році для Ford Mondeo. У 2000 році за третьою серією Mondeo вийшов рядний чотирициліндровий Duratec-HE. З маркетингових міркувань у 2002 році Ford поступово почав продавати всі бензинові двигуни своїх моделей по всій Європі під назвою Duratec.

## Duratec-VE
Перший двигун з позначенням Duratec був розробленим шестициліндровим двигуном, який був доступний з 1994 року для першої серії Ford Mondeo з робочим об'ємом 2,5 літра. Duratec-VE був спільно розроблений компаніями Ford USA і Ford Europe. Двигуни також вироблялися для європейського ринку на Клівлендському моторному заводі в США. Установка в Mondeo проходила в Європі. Внутрішньо двигун також називався «Modular V6 Engine», де «Modular» означає модульну або модульну конструкцію. Такі ж або подібні компоненти та інструменти, необхідні для виробництва, повинні спростити виробництво та знизити витрати. Першим двигуном сімейства «Modular V6 Engines» був 4,6-літровий двигун V8 з чавунним блоком і двома клапанами на циліндр, який встановлювався на автомобілях США. Далі з'явився двигун V8, виготовлений повністю з легкого металу, також з робочим об'ємом 4,6 л і чотирма клапанами на циліндр. Третім двигуном був Duratec V6, який використовувався в Mondeo в Європі, а також у Ford Contour і Mercury Mystique.
Duratec-VE — це V-подібний двигун із шістьма циліндрами, кутом нахилу циліндрів 60°, технологією чотирьох клапанів і двома верхніми розподільними валами на головку циліндра. Блок двигуна і головки циліндрів виготовлені з легкого металу. Розподільні вали приводяться в рух ланцюгом ГРМ для кожної головки блоку циліндрів. Роботи з технічного обслуговування ланцюгів ГРМ не потрібні, ланцюги направляються за допомогою пластикових рейок, а натяг здійснюється за допомогою гідравлічних натягувачів. Розподільні вали є так званими «вбудованими розподільними валами», де кулачки стиснуті на порожнисті сталеві вали. Роликові коромисла мають опорні підшипники гідравлічного коромисла для компенсації зазору клапана. Колінчастий вал підтримується чотирма підшипниками; замість окремих підшипникових блоків у Duratec-VE використовується міст корінного підшипника. Поршні працюють у сірих чавунних вкладишах, спідниця поршня покрита тефлоном, а шатуни були оброблені методом розрізання.
Duratec-VE має регульований впускний колектор (IMRC, Intake Manifold Runner Control), який керує клапанами незалежно від положення дросельної заслінки на частоті обертання двигуна 3200 об/хв, щоб оптимізувати передачу крутного моменту в нижньому діапазоні обертів двигуна та досягти більш високої потужності у верхньому діапазоні обертів двигуна. Масляний насос приводиться в рух безпосередньо від колінчастого вала, водяний насос приводиться в рух власним плоским ребристим ременем від впускного розподільного вала лівого циліндра. Допоміжні агрегати приводяться в рух колінчастим валом через плоский ребристий ремінь.
Перші Duratec VE вже поставлялися з електронним керуванням двигуном (EEC-IV) з повністю електронною системою запалювання (EDIS-6) і послідовним уприскуванням палива. Швидкість вимірюється датчиком положення колінчастого вала, навантаження – масоміром повітря. Завдяки трьом каталітичним нейтралізаторам (два у вихлопних колекторах, один у нижній частині кузова) перший Duratec VE вже відповідає стандарту викидів Euro 2. Діагностику двигуна на перших моделях все ще потрібно проводити за допомогою власної бортової системи діагностики Ford FDS2000.
У 1999 році Duratec-VE було дещо переглянуто, включаючи зменшення отвору циліндра з 82,4 мм до 81,6 мм, зменшення робочого об’єму з 2544 см³ до 2495 см³. Крім того, потужність спеціальної моделі ST200 другої серії Mondeo була збільшена зі 125 кВт (170 к.с.) до 151 кВт (205 к.с.).
З появою Mondeo ST220 двигун також був доступний з трилітровим об’ємом. Ці двигуни виробляли 150 кВт (204 к.с.) або, у спеціальній моделі ST220, 166 кВт (226 к.с.).
З появою четвертого покоління Ford Mondeo у 2007 році продажі двигуна Duratec 24V були припинені в Європі. Двигуни замінили на Duratec 20V (п'ятициліндровий турбомотор) і новий 2,0-літровий EcoBoost – теж з турбонаддувом.
У Європі двигун використовувався лише в Mondeo та Ford Cougar, який має спільну технічну базу з Mondeo, і встановлювався поперечно.

## Duratec-HE
Новий Duratec-HE вперше був представлений разом із новим Ford Mondeo восени 2000 року, а з часу випуску другого покоління моделі Ford Focus двигуни Zetec-E нарешті замінили на сучасніший Duratec-HE. HE - це абревіатура від homogenous engine і у вільному перекладі означає світовий двигун.
У той час компанія Ford була основним акціонером Mazda, і двигун, відомий як L-двигун японського автовиробника, був прийнятий майже без змін. Duratec-HE — це чотирициліндровий рядний двигун з алюмінієвим блоком двигуна та головкою блоку циліндрів з двома верхніми розподільними валами та чотирма клапанами на циліндр. Клапанний механізм приводиться в дію ланцюгом ГРМ, допоміжні агрегати приводяться в рух плоским ребристим ременем. На відміну від Zetec-E, сторона впуску Duratec-HE розташована в передній частині двигуна, якщо дивитися в напрямку руху. Для європейського ринку двигун був доступний з робочим об'ємом від 1,8 до 2,3 л; в Америці також випускався двигун з робочим об'ємом 2,5 л.
Двигун також пропонувався як варіант Flexi-Fuel у Focus і Mondeo з робочим об’ємом 1,8 літра. Ці двигуни можуть працювати як з наявним у продажу бензином, так і з етаноловим паливом (E85). Пізніше цей двигун був замінений на 2,0-літровий, який був доступний у Mondeo, S-Max і Galaxy. Двигун і система керування двигуном спеціально розроблені для роботи з етанолом; можливе будь-яке співвідношення суміші бензину та етанолу. Використовується тільки один паливний бак, співвідношення суміші визначається датчиками. Відтоді 1,6-літровий двигун TI-VCT використовується як Flexifuel для Focus. Останні Duratec-HE були доступні в Galaxy до кінця 2014 року і були припинені незадовго до зміни моделі фургона.
Інший варіант двигуна з робочим об'ємом 1,8 л оснащувався прямим уприскуванням бензину. Система впорскування «Duratec SCi» (Smart Charge Injection) була розроблена в тісній співпраці з Robert Bosch GmbH. Центральним елементом є одноциліндровий насос високого тиску (HDP2) з регулюванням потоку, який приводиться в рух впускним розподільним валом і впорскує паливо безпосередньо в камеру згоряння. Цей двигун використовувався тільки в Ford Mondeo.
З впровадженням технології EcoBoost двигуни отримали подальший розвиток і з початку 2015 року були доступні лише з турбонаддувом і прямим уприскуванням.

### Подальше використання
Ford також використовував Duratec-HE за межами Європи, зокрема: у Ford Escape з робочим об’ємом 2,3 та 2,5 літра.
- Модифікований Cosworth Duratec-HE з робочим об’ємом 2,3 л і потужністю 213 кВт (290 к.с.) використовувався в BAC Mono британського автовиробника Briggs Automotive Company до 2015 року.
- У малосерійному автомобілі Ginetta G40 використовується Duratec-HE з робочим об’ємом 1,8 л і потужністю 103 кВт (140 к.с.).
- Duratec-HE використовувався різними тюнінговими компаніями для значного підвищення продуктивності ранніх моделей Lotus Elise простим і економічно ефективним способом. Використовувалися майже виключно двигуни з об'ємом 2,0 і 2,3 л.

## Duratec 20V
Цей 2,5-літровий рядний п'ятициліндровий двигун, як і Duratec-HE, не походить від розробки Ford, а був узятий із поточного виробництва Volvo. Щоб отримати потужні, довговічні та досить компактні двигуни та заощадити витрати на розробку, використовувалися перевірені двигуни Volvo. Спочатку вони використовувалися тільки в моделі ST другого покоління Ford Focus з потужністю 166 кВт (225 к.с.), пізніше двигун також пропонувався в Ford Mondeo, Ford S-MAX і Ford Kuga з потужністю 147 кВт (200 к.с.) або 162 кВт (220 к.с.). Після рестайлінгу другого модельного покоління Focus потужність двигуна для нового Focus RS була збільшена до 224 кВт (305 к.с.), а в обмеженій спецмоделі Focus RS500 навіть до 257 кВт (350 к.с.).
Після появи двигунів EcoBoost рядні п’ятициліндрові двигуни більше не доступні в моделях Ford.

## Zetec-E
→ Основна стаття: «Сімейка Зета» в статті Ford Zetec
Двигуни Zetec-E були повністю замінені новими двигунами Duratec-HE у 2004 році з появою нового Ford Focus. Однак позначення Duratec було введено вже в першій модельній серії Focus; 2,0-літровий турбований двигун Focus RS називався Duratec RS, а 2,0-літровий атмосферний двигун Focus ST170 називався Duratec ST. Обидва двигуни є переробленими версіями Zetec-E.

## Zetec-SE
→ Основна стаття: “Сімейство Sigma” у статті Ford Zetec
З 2002 року двигуни Zetec-SE також продавалися виключно під назвою Duratec, але технологія залишилася незмінною. З 2004 року двигун для Ford Focus також був доступний з подвійним регулюванням розподільного вала Ti-VCT (подвійний незалежний змінний розподільний вал).
Деякі з нових двигунів EcoBoost засновані на технології Zetec-SE. Однак, хоча Duratec-HE повністю знято з виробництва, Zetec-SE продовжуватимуть випускати.

## Duratec 8V
→ Основна стаття: “Zetec-Rocam” у статті Ford Zetec
Ford продавав Zetec-Rocam, розроблений компанією Ford Brazil у 2000 році як більш економічно ефективну версію Zetec-SE, під назвою Duratec 8V. Двигун був доступний з 2003 по 2008 роки в Ka і Fiesta, а також у Ford Streetka.

## Duratec 1.2 8V
Чотирициліндровий двигун від Fiat, який встановлюється на Ford Ka другого покоління, також продається під назвою Duratec.

## Використання (Європа)
| Чотири циліндри                  | Чотири циліндри     | Чотири циліндри       | Чотири циліндри | Чотири циліндри | Чотири циліндри | Чотири циліндри | Чотири циліндри | Чотири циліндри | Чотири циліндри | Чотири циліндри | Чотири циліндри | Чотири циліндри | Чотири циліндри | Чотири циліндри |
| Опис                             | Об'єм               | Потужність            | Тип двигуна     | Ka              | Streetka        | Fiesta          | Fusion          | B-MAX           | Focus           | C-MAX           | Mondeo          | S-MAX           | Galaxy          | Kuga            |
| -------------------------------- | ------------------- | --------------------- | --------------- | --------------- | --------------- | --------------- | --------------- | --------------- | --------------- | --------------- | --------------- | --------------- | --------------- | --------------- |
| Duratec 1,2 8V                   | 1.242 cm³           | 51 kW/69 PS           | Fiat            | X               |                 |                 |                 |                 |                 |                 |                 |                 |                 |                 |
| Duratec 1,3 8V                   | 1.299 cm³           | 44–51 kW/60–69 PS     | Zetec-RoCam     | X               |                 | X               | X               |                 |                 |                 |                 |                 |                 |                 |
| Duratec 1,6 8V                   | 1.599 cm³           | 70 kW/95 PS           | Zetec-RoCam     | X               | X               |                 |                 |                 |                 |                 |                 |                 |                 |                 |
| Duratec 1,25 16V                 | 1.242 cm³           | 44–60 kW/60–82 PS     | Zetec-SE        |                 |                 | X               | X               |                 |                 |                 |                 |                 |                 |                 |
| Duratec 1,4 16V                  | 1.388 cm³           | 59–71 kW/80–96 PS     | Zetec-SE        |                 |                 | X               | X               | X               | X               |                 |                 |                 |                 |                 |
| Duratec 1,6 16V                  | 1.596 cm³           | 74 kW/100 PS          | Zetec-SE        |                 |                 | X               | X               |                 | X               | X               |                 |                 |                 |                 |
| Duratec Ti-VCT 1,6 16V Шаблон:FN | 1.596 cm³           | 77–99 kW/105–134 PS   | Zetec-SE        |                 |                 | X               |                 | X               | X               | X               | X               |                 |                 |                 |
| Duratec 1,8 16V Шаблон:FN        | 1.798 cm³           | 81–92 kW/110–125 PS   | Duratec-HE      |                 |                 |                 |                 |                 | X               | X               | X               |                 |                 |                 |
| Duratec SCi 1,8 16V              | 1.798 cm³           | 96 kW/130 PS          | Duratec-HE      |                 |                 |                 |                 |                 |                 |                 | X               |                 |                 |                 |
| Duratec 2,0 16V Шаблон:FN        | 1.999 cm³           | 107 kW/145 PS         | Duratec-HE      |                 |                 |                 |                 |                 | X               | X               | X               | X               | X               |                 |
| Duratec 2,0 16V (ST)             | 1.999 cm³           | 110 kW/150 PS         | Duratec-HE      |                 |                 | X               |                 |                 |                 |                 |                 |                 |                 |                 |
| Duratec 2,3 16V                  | 2.261 cm³           | 118 kW/160 PS         | Duratec-HE      |                 |                 |                 |                 |                 |                 |                 | X               | X               | X               |                 |
| Duratec ST                       | 1.988 cm³           | 127 kW/173 PS         | Zetec E         |                 |                 |                 |                 |                 | X               |                 |                 |                 |                 |                 |
| Duratec RS                       | 1.988 cm³           | 158 kW/215 PS         | Zetec E         |                 |                 |                 |                 |                 | X               |                 |                 |                 |                 |                 |
| П'ять циліндрів                  |                     |                       |                 |                 |                 |                 |                 |                 |                 |                 |                 |                 |                 |                 |
| Опис                             | Об'єм               | Потужність            | Тип двигуна     | Ka              | Streetka        | Fiesta          | Fusion          | B-MAX           | Focus           | C-MAX           | Mondeo          | S-MAX           | Galaxy          | Kuga            |
| Duratec 2,5 20V                  | 2.521 cm³           | 147–162 kW/200–220 PS | Volvo R5        |                 |                 |                 |                 |                 |                 |                 | X               | X               |                 | X               |
| Duratec 2,5 20V (ST)             | 2.521 cm³           | 166 kW/225 PS         | Volvo R5        |                 |                 |                 |                 |                 | X               |                 |                 |                 |                 |                 |
| Duratec 2,5 20V (RS)             | 2.521 cm³           | 224 kW/305 PS         | Volvo R5        |                 |                 |                 |                 |                 | X               |                 |                 |                 |                 |                 |
| Duratec 2,5 20V (RS500)          | 2.521 cm³           | 257 kW/350 PS         | Volvo R5        |                 |                 |                 |                 |                 | X               |                 |                 |                 |                 |                 |
| Шість циліндрів                  |                     |                       |                 |                 |                 |                 |                 |                 |                 |                 |                 |                 |                 |                 |
| Опис                             | Об'єм               | Потужність            | Тип двигуна     | Ka              | Streetka        | Fiesta          | Fusion          | B-MAX           | Focus           | C-MAX           | Mondeo          | S-MAX           | Galaxy          | Kuga            |
| Duratec 2,5 24V                  | 2.544 cm³ 2.495 cm³ | 125 kW/170 PS         | Duratec-VE      |                 |                 |                 |                 |                 |                 |                 | X               |                 |                 |                 |
| Duratec 2,5 24V (ST)             | 2.495 cm³           | 151 kW/205 PS         | Duratec-VE      |                 |                 |                 |                 |                 |                 |                 | X               |                 |                 |                 |
| Duratec 3,0 24V                  | 2.967 cm³           | 150 kW/204 PS         | Duratec-VE      |                 |                 |                 |                 |                 |                 |                 | X               |                 |                 |                 |
| Duratec 3,0 24V (ST)             | 2.967 cm³           | 166 kW/226 PS         | Duratec-VE      |                 |                 |                 |                 |                 |                 |                 | X               |                 |                 |                 |

Шаблон:FNZ
Крім цих моделей Ford, двигуни Duratec також встановлювалися в моделі Maverick і Cougar.